# Sebastian Milewski
Sebastian Milewski (ur. 30 kwietnia 1998 w Mławie) – polski piłkarz, występujący na pozycji pomocnika w polskim klubie GKS Katowice. Wychowanek Mławianki Mława. W swojej karierze grał także w takich drużynach, jak Piast Gliwice, Legionovia Legionowo, Zagłębie Sosnowiec oraz Arka Gdynia. W latach 2016–2019 młodzieżowy reprezentant Polski.